# Flekkefjord
Flekkefjord è un comune norvegese della contea di Agder.

## Amministrazione

### Gemellaggi
- Burntisland, Regno Unito